# 울고 넘는 박달재 (영화)
"울고 넘는 박달재"는 1968년 공개된 대한민국의 영화이다.

## 배역
- 문희 : 선녀 역
- 남진 : 상현 역
- 도금봉 : 상현의 어머니 역
- 허장강 : 허달 역
- 장훈 : 박 참봉 역
- 유하나
- 손전
- 지계순
- 김광일
- 태일
- 김경란
- 나정옥
- 권정
- 김정훈 : 용아 역